# Wilhelm Hofmann (Politikwissenschaftler)
Wilhelm Hofmann (* 1962) ist ein deutscher Politikwissenschaftler und Hochschullehrer.

## Leben
Hofmann studierte Philosophie, Neuere Deutsche Literaturwissenschaft und Politikwissenschaft in Augsburg, München und Frankfurt am Main. Das Studium schloss er 1988 mit dem Magisterexamen mit einer Arbeit zum Thema Sprache und Politik bei Aristoteles ab. Nach einem Forschungsaufenthalt am Queen Mary and Westfield College der Universität London im Jahr 1993 promovierte er 1994 in Augsburg mit einer Dissertation über repräsentative Diskurse. Von 1994 bis 2001 war Hofmann als wissenschaftlicher Assistent am Lehrstuhl für politische Wissenschaft an der Universität Augsburg tätig. Von 1996 bis 1997 vertrat er die Professur für Politikwissenschaft und Medien an der TU Ilmenau. Er habilitierte 2001 mit einer Schrift zum politischen Denken des klassischen Utilitarismus. Hofmann war von 2002 bis 2008 Oberassistent in Kommunikationswissenschaft und Privatdozent für Politikwissenschaft in Augsburg. Im Wintersemester 2003/2004 vertrat er die Professur für Policy-Analyse und Politische Theorie an der Universität Konstanz. Danach übernahm er ab 2004 eine Vertretungsprofessur am Lehrstuhl für Politische Wissenschaft an der TU München. Im Jahr 2010 folgte dort die Berufung auf die Professur für Politikwissenschaft.
Hofmanns Forschungsschwerpunkte liegen im Bereich der politischen Kulturforschung, der Theorie visueller Politik, politischer Kommunikation und Ideologieforschung.

## Schriften (Auswahl)
- Repräsentative Diskurse. Untersuchungen zur sprachlich-reflexiven Dimension parlamentarischer Institutionen am Beispiel des englischen Parlamentarismus. (Zugl.: Augsburg, Univ., Diss.) Nomos, Baden-Baden 1995, ISBN 978-3-7890-3937-9.
- Karl Mannheim zur Einführung. Junius, Hamburg 1996, ISBN 978-3-88506-938-6.
- mit Gisela Riescher: Einführung in die Parlamentarismustheorie. Wissenschaftliche Buchgesellschaft, Darmstadt 1999, ISBN 978-3-534-12977-5.
- Politik des aufgeklärten Glücks. Jeremy Benthams philosophisch-politisches Denken. Akademie-Verlag, Berlin 2002, ISBN 978-3-05-003710-3.
- (Hrsg.): Stadt als Erfahrungsraum der Politik. Beiträge zur kulturellen Konstruktion urbaner Politik. LIT-Verlag, Berlin/Münster 2011, ISBN 978-3-643-10734-3.
- mit Nicolai Dose, Dieter Wolf: Politikwissenschaft., 3., überarb. Aufl., UVK Verlagsgesellschaft, Konstanz 2015, ISBN 978-3-8252-4466-8.